# Schanzenhöfe

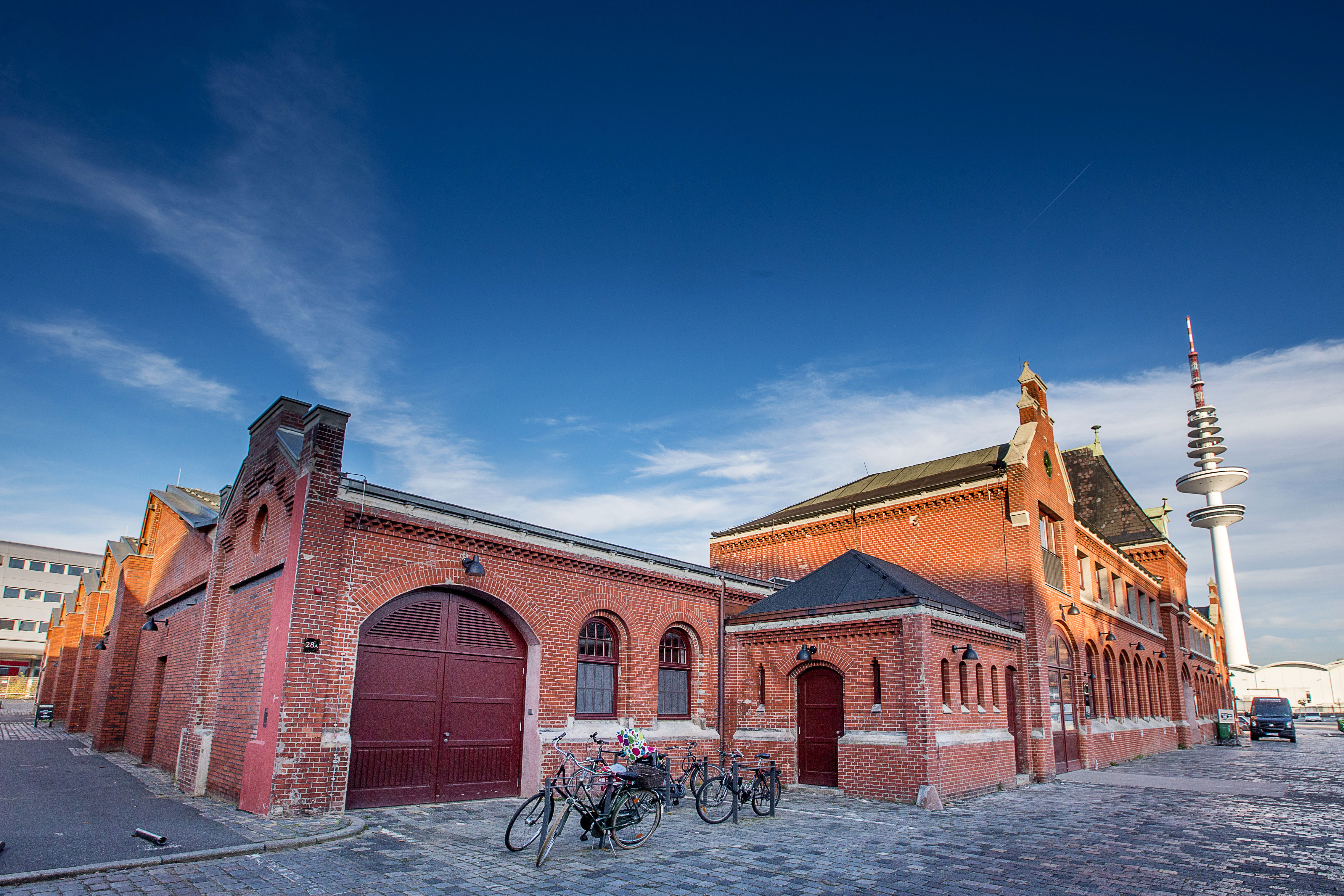
Renoviertes Gebäude auf den Schanzenhöfen

Schanzenhöfe ist die Bezeichnung für ein im Hamburger Schanzenviertel gelegenes Gebäudeensemble mit mehreren unterschiedlichen Nutzungsangeboten. Das Areal ist in dem Winkel zwischen der Schanzenstraße und der Lagerstraße gelegen und wird nach Norden abgegrenzt durch die hamburgische Dependance des Eisenbahnbundesamtes und den unmittelbar dahinter liegenden S-Bahnhof Sternschanze. Benachbart sind unter anderem der Gewerbehof des Fleischgroßmarktes und östlich die neuen Bauten der Hamburg-Messe.
Die Gebäude sind teilweise die 1896 errichteten Viehmarkthallen, die vom Fleischgroßmarkt Hamburg gepachtet wurden. Statt den vorgesehenen Abriss durchzuführen, wurden ab 2012 private Nachfolgenutzer für die sanierten und teils auch neu erstellten Gebäudeteile gewonnen, so unter anderem Restaurants, Cafés und ein Musikkindergarten als Untermieter.